# Брейк, Майкл
Майкл Брейк (англ. Michael Brake; род. 22 октября 1994, Окленд) — новозеландский гребец, выступающий за сборную Новой Зеландии по академической гребле с 2012 года. Серебряный призёр чемпионата мира, победитель этапов Кубка мира. Чемпион Олимпийских игр 2020 в Токио. 

## Биография
Майкл Брейк родился 22 октября 1994 года в Окленде, Новая Зеландия.
Заниматься академической греблей начал в 2008 году, проходил подготовку в оклендских клубах North Shore Rowing Club и Auckland Rowing Club.
Впервые заявил о себе в гребле на международной арене в сезоне 2012 года, выиграв золотую медаль в юниорской гонке распашных рулевых четвёрок на чемпионате мира в Пловдиве.
В 2014 году в рулевых четвёрках стал серебряным призёром на молодёжном мировом первенстве в Варезе.
Начиная с 2015 года выступал на взрослом уровне в основном составе новозеландской национальной сборной, в частности в этом сезоне дебютировал в Кубке мира, получив бронзу на этапе в Люцерне, принял участие в чемпионате мира в Эгбелете, где в зачёте восьмёрок пришёл к финишу четвёртым.
Благодаря череде удачных выступлений удостоился права защищать честь страны на летних Олимпийских играх 2016 года в Рио-де-Жанейро. В программе восьмёрок сумел выйти в главный финал А и в решающем заезде пришёл к финишу шестым.
После Олимпиады в Рио Брейк остался в составе гребной команды Новой Зеландии на ещё один олимпийский цикл и продолжил принимать участие в крупнейших международных регатах. Так, в 2017 году в восьмёрках он стартовал на чемпионате мира в Сарасоте, показав на финише шестой результат.
В 2018 году в распашных безрульных двойках одержал победу на этапе Кубка мира в Люцерне и стал пятым на мировом первенстве в Пловдиве.
В 2019 году в той же дисциплине на этапах Кубка мира в Познани и Роттердаме выиграл серебряную и бронзовую медали соответственно, кроме того, завоевал серебряную медаль на чемпионате мира в Линце, уступив в финале только экипажу из Хорватии.